# Cercle de Sadiola
Le cercle de Sadiola est une circonscription administrative malienne instauré en 2023, il constitue le 10e cercle de la région de Kayes.

## Géographie
Le cercle compte 2 communes et s'étend au centre-ouest de la région de Kayes, sur 7 648 km2 soit 12,1 % de la superficie régionale.

## Histoire
Lors de la réforme administrative de 2023, la commune de Sadiola est soustraite du cercle de Kayes, et Dialafara est soustraite du cercle de Kéniéba pour former le 10e cercle de la région de Kayes.

## Administration
Instauré en 2023, le cercle compte 2 arrondissements, 2 communes et 82 VFQ : villages, fractions et quartiers. Le cercle est codé en 0110.
| Code   | Arrondissement                    |
| ------ | --------------------------------- |
| 011001 | Arrondissement central de Sadiola |
| 011002 | Arrondissement de Dialafara       |

| Code     | Commune   | Chef-lieu | VFQ | Superficie (km2) |
| -------- | --------- | --------- | --- | ---------------- |
| 01100101 | Sadiola   | Sadiola   | 47  | 5110             |
| 01100201 | Dialafara | Dialafara | 35  | 2538             |